# Янголенко-Ваннас, Мета Вильямовна
Мета Вильямовна Ваннас-Янголенко (эст. Meta Vannas, 9 января 1924, д. Сууремыйза, остров Хийумаа, Эстония — 25 ноября 2002, Таллин) — советский государственный и партийный деятель, заместитель председателя Президиума Верховного Совета ЭССР в 1975—1985, в мае — июле 1978 г. — председатель Президиума ВС ЭССР.

## Биография

### Детство
Родилась в большой семье Вильема и Марты (в девичестве — Юргенсон) Ваннас, состоявшей из десяти человек. Отец занимался крестьянским хозяйством и работал заведующим местной почтой. Родители с детства внушили Мете, что главное — жить для людей. Жили в нужде, например, первые туфли Мете были куплены в день её 15-летия. Живя на Хийумаа, отец надеялся, что при советской власти наступят лучшие времена в жизни эстонских крестьян, за что получил в деревне прозвище «Красный Вильем». С одобрения отца Мета в 1941 году вступила в ряды комсомола, работала старшей пионервожатой в лагере Саку. Позднее сестра стала председателем волкоома[неизвестный термин], а Мета — её помощницей. Когда в Хийумаа пришли немцы, отец только за свои убеждения был арестован, а 27 ноября 1941 года расстрелян в кярдласком приморском парке (в числе 34 арестованных).

### Война
В начале войны Мета уничтожала немецкие листовки, позже вступила в истребительный батальон. В ноябре она была арестована оккупационными властями и помещена в Кярдловскую тюрьму. Прикинувшись несмышлёной девушкой, избежала смертного приговора и получила 4 года тюрьмы. В тюрьму попали и её мать (получила 2 года тюрьмы) с сестрой Хилье (получила 4 года тюрьмы). 22 декабря была пешим строем отправлена в тюрьму в Хаапсалу, потом находилась в Ласнамяэской женской тюрьме, Центральной тюрьме Таллина и в тюрьме на Тартуском шоссе.
В августе 1944 года на судне Мета была отправлена в немецкий концлагерь Штутгоф, в котором содержалось временами до 40 000 человек. Лагерь предназначался для уничтожения людей, там были газовые камеры и крематории.
Вот что об этом вспоминала сама Мета Ваннас:
Колонны смерти всё шли и шли в сторону газовой камеры. Газовая камера и крематорий находились рядом. Трупы перевозили в крематорий большими, специально для этого предназначенными телегами, которые толкало с десяток узников мужского лагеря. И днем и ночью из крематория выползал желтовато-коричневый, горьковатый, с едким запахом дым… Помню, как-то осенью 1944 года мы в очередной раз увидели проползающую мимо бараков телегу с трупами, среди которых я заметила молоденькую, крайне истощенную девушку. Её глаза были открыты, и когда наши взгляды встретились, она грустно улыбалась мне. Я крепко сжала мамину руку и воскликнула: „Смотри! Одна ещё жива!“ На что мама ответила: „Меточка, родная, так они ведь все живые“. Да, к крематорию катилась телега с живыми людьми.

(…) Проверка всегда сопровождалась какими-либо издевательствами. Например, садистка в эсесовском мундире считала: «Айн, цвай, драйф, фир, фюнф». Каждая пятая получала плетью по голове. Староста или писарь блоков должны были записывать удары. Для получения конечного результата количество ударов умножали на пять и легко высчитывали, сколько заключенных построилось на поверку. Однажды, оказавшись пятой в пятом ряду, я закрыла глаза в ожидании удара. Это взбесило фашистку: „Ах, ты, свинья, глаза закрываешь!“ Она стегала меня, пока я не упала, а после этого била ещё и ногами. Решив, что я мёртвая, меня бросили к трупам. Если бы в этот момент мимо меня проезжала телега, отвозившая умерших, я бы оказалась в крематории. К счастью, построение вскоре закончилось, и мама с сестрой, а также несколько друзей, заметив, что я ещё дышу, вытащили меня из кучи трупов, спрятали, лечили и кормили до тех пор, пока не поставили на ноги».

### Партийная жизнь
В марте 1945 года узники концлагеря в немецком городе Бругсдорфе были освобождены советскими танкистами. Офицер-танкист Михаил Петрович Янголенко нашёл Мету Ваннас полуживую, с номером 79631-Э. Он вылечил и выходил её, позднее, в 1947 году они поженились. Пребывание в лагере определило дальнейшую жизнь девушки.
После войны Мета Янголенко окончила вечернюю школу, позднее в Москве — Высшую партийную школу. Сразу после войны работала на Хийумаа, секретарем Курессаареского волостного комитета комсомола Эстонии, потом как способный работник была выдвинута на работу в Хийумааский уездной комитет ЛКСМ Эстонии. В 1949 году стала членом Коммунистической партии. Впоследствии перешла на партийную работу, в 1957—1960 годах — секретарь Йыхвиского райкома Компартии Эстонии.
В апреле 1960 года М. В. Янголенко была переведена в Нарву и избрана председателем исполкома городского Совета, на этой должности находилась до 1969 года. В этот период в городе продолжалось строительство электростанций (Эстонской и Прибалтийской ГРЭС) и многих других объектов. В 1965 году за эти заслуги Янголенко была награждена орденом Ленина.

### Государственная деятельность
В начале 1969 года М. В. Янголенко была переведена в Таллин, где возглавила только что созданное Министерство бытового обслуживания, министром проработала 6 лет. В 1975 году её избрали заместителем председателя Президиума Верховного Совета Эстонской ССР, на этой должности находилась до 1985 года. С 25 мая по 26 июля 1978 года временно исполняла обязанности председателя Президиума ВС. Была членом Комитета женщин, членом Советского комитета ветеранов войны, председателем республиканской секции бывших узников фашизма.

## Награды
- Орден Ленина
- Орден «Знак Почета»
- Медаль «За трудовое отличие»
- Медаль «За трудовую доблесть»

## Сочинения
- Ваннас М. Мы вернулись из смерти. Пер. с эст. В. Алексеева. — Таллин: Ээсти раамат, 1983 — 112 с., 7 л. илл, 1 карт.[3]